# Pénélope siffleuse
Pipile pipile
Espèce
Synonymes
- Aburria pipile (Jacquin, 1784)

Statut de conservation UICN

 CR C2a(i,ii) : 
En danger critique
Statut CITES
La Pénélope siffleuse (Pipile pipile) est une espèce d'oiseaux de la famille des Cracidae.

## Description
Elle mesure 60 cm de longueur et, d'apparence générale, ressemble à la dinde avec un cou mince et une petite tête. Le plumage est majoritairement noir avec des reflets violets. Elle porte une huppe noire bordée de blanc et a de grandes taches blanches sur les ailes. La face dénudée et le fanon sont bleus, les pattes sont rouges.
Son cri est un petit pépiement. Ses ailes vombrissent en vol.
C'est un oiseau de forêt qui construit son nid dans un arbre. La femelle pond trois gros œufs blancs qu'elle couve seule. Cette espèce arboricole se nourrit de fruits et de baies.

## Répartition
Elle est endémique à Trinidad.
Elle est menacée de disparition par suite de la destruction de son habitat.